# Phylloporia (насекомые)
Phylloporia (лат.) — род чешуекрылых насекомых из семейства мино-чехликовых молей.

## Описание
Передние крылья с двумя перевязями. R3 и M2 отсутствуют. На задних крыльях три M.

## Систематика
В составе рода:
- Phylloporia bistrigella Haworth 1829
- Phylloporia latipennella Zeller 1877
- Phylloporia subammanella Stainton 1849